# WASP-2
WASP-2는 돌고래자리에 있는 분광형 K의 항성이다. 이 별은 WASP-2b로 불리는 외계 행성 1개를 거느리고 있는 것으로 밝혀졌다.

## 같이 보기
- WASP-1

## 참고 문헌
- Cameron;  외. (2007). “WASP-1b and WASP-2b: two new transiting exoplanets detected with SuperWASP and SOPHIE”. 《Monthly Notices of the Royal Astronomical Society》 375: 951–957. doi:10.1111/j.1365-2966.2006.11350.x.[깨진 링크(과거 내용 찾기)] (웹 인쇄용)

1. 1 2 3 4 5 6 7  Extrasolar Planets Encyclopaedia. “Star : WASP-2”. 2008년 12월 22일에 원본 문서에서 보존된 문서. 2008년 12월 22일에 확인함.